# Saison 2 de Legends of Tomorrow
Chronologie
Saison 1 Saison 3
Cet article présente les dix-sept épisodes de la deuxième saison de la série télévisée américaine Legends of Tomorrow, série dérivée d’Arrow et Flash.

## Synopsis
Après le départ de Hawkgirl et Hawkman, ainsi que la mort de Captain Cold, l'équipe désormais composée de Rip Hunter, Firestorm, Atom, White Canary et Heat Wave accueille deux nouvelles recrues : Amaya Jiwe, connue sous le nom de Vixen et Nate Heywood alias Steel. Ils sont avertis d'un danger par l'un des membres de la Société de Justice d'Amérique : des anomalies ont profondément changé la ligne spatio-temporelle et ils doivent remonter dans le passé afin de rétablir l'histoire dans son cours originel. Mais peu à peu, l'équipe est confrontée à Damien Darhk, Eobard Thawne et Malcolm Merlyn qui ont décidé de s'allier pour retrouver la Lance du Destin, un artefact capable de réécrire la réalité, afin de reprendre le contrôle de leurs vies respectives…

## Distribution

### Acteurs principaux
- Arthur Darvill (VF : Jean-Christophe Dollé) : Rip Hunter / Michael (épisodes 1 et 2, 8 à 17)
- Victor Garber (VF : Gabriel Le Doze) : Pr Martin Stein / Firestorm
- Brandon Routh (VF : Adrien Antoine) : Raymond « Ray »  Palmer / The Atom
- Caity Lotz (VF : Anne-Charlotte Piau) : Sara Lance / White Canary
- Franz Drameh (VF : Eilias Changuel) : Jefferson « Jax » Jackson / Firestorm
- Amy Pemberton (VF : Elsa Davoine) : Gideon (voix, physiquement épisode 13)
- Dominic Purcell (VF : Éric Aubrahn) : Mick Rory / Heat Wave (en)
- Matt Letscher (VF : François Raison) : Eobard Thawne / Nega-Flash
- Nick Zano (VF : Jean-François Cros) : Nathaniel Heywood / Steel
- Maisie Richardson-Sellers (VF : Célia Rosich) : Amaya Jiwe / Vixen

### Acteurs récurrents
- Neal McDonough (VF : Bruno Dubernat) : Damien Darhk (9 épisodes)
- John Barrowman (VF : Pierre-François Pistorio) : Malcolm Merlyn / Dark Archer (en) (6 épisodes)
- Wentworth Miller (VF : Xavier Fagnon) : Leonard Snart / Captain Cold (4 épisodes)
- Matthew MacCaull (VF : Damien Boisseau) : Henry Heywood / Commander Steel (4 épisodes)
- Kwesi Ameyaw (VF : Gilles Morvan) : Charles McNider / Docteur Mid-Nite (3 épisodes)
- Sarah Grey : Courtney Whitmore / Stargirl (3 épisodes)

### Invités
- Patrick J. Adams (VF : Pascal Nowak) : Rex Tyler / Hourman (épisode 2)
- Johnathon Schaech : Jonah Hex (épisode 6)
- Jeff Fahey : Quentin Turnbull (épisode 6)
- Dan Payne : Todd Rice / Obsidian (2 épisodes)
- Lance Henriksen : Todd Rice / Obsidian âgé (épisode 5)
- Jack Turner (VF : Pierre Tessier) : J.R.R. Tolkien (épisodes 15 et 17)

### Invités des séries dérivées ou du même univers
- Stephen Amell (VF : Sylvain Agaësse) : Oliver Queen / Green Arrow (épisodes 1 et 7)
- Grant Gustin (VF : Alexandre Gillet) : Barry Allen / Flash (épisodes 3 et 7)
- Melissa Benoist (VF : Zina Khakhoulia) : Kara Danvers / Supergirl (épisode 7)
- David Ramsey (VF : Namakan Koné) : John « Dig » Diggle / Spartan (épisode 7)
- Danielle Panabaker (VF : Marie Diot) : Dr Caitlin Snow / Killer Frost (épisode 7)
- Carlos Valdes (VF : Antoine Schoumsky) : Francisco « Cisco » Ramon / Vibe (épisode 7)
- Emily Bett Rickards (VF : Aurore Bonjour) : Felicity Smoak (épisodes 7 et 16)
- Katie Cassidy (VF : Anne Tilloy) : Laurel Lance / Black Canary (épisode 17)

## Production

### Développement
Le 11 mars 2016, The CW annonce le renouvellement de la série pour une deuxième saison.
En août 2016, The CW annonce que la deuxième saison se composera de treize épisodes.
Le 14 juillet 2016, l'actrice Caity Lotz a dévoilé le titre du premier épisode de la deuxième saison, Out of Time et qu'il sera réalisé par Dermott Browns.
En novembre 2016, la chaîne commande quatre épisodes supplémentaires, portant la saison à dix-sept épisodes.

### Casting
En mars 2016, Patrick J. Adams (vu dans Suits : Avocats sur mesure), qui est apparu sous les traits de Rex Tyler / Hourman, lors du dernier épisode de la première saison, est promu au statut d'acteur récurrent durant cette saison,.
En mai 2016, le producteur Greg Berlanti annonce que Wentworth Miller (Leonard Snart / Captain Cold) ne sera plus un personnage principal durant la deuxième saison mais l'acteur a signé un nouveau contrat lui permettant de rester présent dans l'univers DC Comics et le producteur Marc Guggenheim annonce que Ciara Renée (Kendra Sanders / Hawkgirl) ne sera également plus un personnage principal durant cette même saison.
En juin 2016, Nick Zano a obtenu le rôle principal de Nathan Heywood (en) et Maisie Richardson-Sellers a été initialement choisie pour remplacer Megalyn Echikunwoke, qui a interprété le rôle de Mari McCabe / Vixen dans Arrow mais la production a décidé de lui faire incarner le rôle principal d'Amaya Jiwe, la grand-mère de Mari McCabe durant cette même saison, dans le but d'une éventuelle rencontre sur une autre ligne du temps lié à l'univers des séries.
En juillet 2016, lors du Comic-Con de San-Diego, les producteurs Marc Guggenheim et Phil Klemmer, annonce l'arrivée du groupe de super-vilain Legion of Doom (en), composé de John Barrowman (Malcolm Merlyn / Dark Archer), qui aura le statut d'acteur récurrent, Matt Letscher (Reverse-Flash), le statut d'acteur principal, Neal McDonough (Damien Darhk), celui de récurrent et Wentworth Miller (Leonard Snart / Captain Cold), le statut d'invité,.

### Diffusions
- Aux États-Unis, elle a été diffusée du 13 octobre 2016 au 4 avril 2017[15] sur le réseau The CW
- Au Canada, elle a été diffusée en simultanée sur CTV Two[16], puis rediffusée le vendredi suivant sur MuchMusic.
- En France, elle a été diffusée du 24 octobre 2017 au 12 décembre 2017 sur CStar mais reste inédite dans les autres pays francophones.

## Liste des épisodes

### Épisode 1:Aberrations temporelles
- États-Unis /  Canada : 13 octobre 2016 sur The CW[15] / CTV Two[16]
- France : 24 octobre 2017 sur CStar

- États-Unis : 1,82 million de téléspectateurs[17] (première diffusion)
- France : 249 000 téléspectateurs[18](première diffusion)

- Stephen Amell (Oliver Queen / Green Arrow)
- Matthew MacCaull (Henry Heywood / Commandant Steel)
- Kwesi Ameyaw (Charles McNider / Docteur Mid-Nite)
- Dan Payne (Todd Rice / Obsidian)
- Sarah Grey (Courtney Whitmore / Stargirl)
- Neal McDonough (Damien Darhk)
- John Rubinstein (Albert Einstein)
- Christiaan Westerveld (Louis XIII)
- Rebecca Roberts (Anne d'Autriche)

- Le titre annoncé sur les programmes télévisés était Hors du temps mais lors de sa diffusion, le titre apparaissant à l'écran est Aberrations temporelles.
- Première apparition de Nick Zano, de Maisie Richardson-Sellers et de Matt Letscher dans la série.

### Épisode 2:Le Sérum de vie
- États-Unis /  Canada : 20 octobre 2016 sur The CW / CTV Two
- France : 24 octobre 2017 sur CStar

- États-Unis : 1,8 million de téléspectateurs[19] (première diffusion)

- Kwesi Ameyaw (Charles McNider / Docteur Mid-Nite)
- Matthew MacCaull (Henry Heywood / Commandant Steel)
- Dan Payne (Todd Rice / Obsidian)
- Sarah Grey (Courtney Whitmore / Stargirl)
- Patrick J. Adams (Rex Tyler / Hourman)
- André Eriksen (en) (Albrecht Krieger)

- Le personnage de Krieger n'est autre que Captain Nazi, un super vilain créé par William Woolfolk et Mac Raboy en décembre 1941[20].
- Le titre annoncé sur les programmes télévisés était La Société de Justice d'Amérique mais lors de sa diffusion, le titre apparaissant à l'écran est Le Sérum de Vie.
- Le passage où le Pr Stein invente une chanson et demande au guitariste de le suivre est la copie de la scène de la fausse invention du rock'n'roll par Marty McFly, un autre voyageur du temps, dans Retour vers le Futur.

### Épisode 3:L'Armure du samouraï
- États-Unis /  Canada : 27 octobre 2016 sur The CW / CTV Two
- France : 31 octobre 2017 sur CStar

- États-Unis : 1,75 million de téléspectateurs[21] (première diffusion)

- Grant Gustin (Barry Allen, voix)
- Mei Melançon (Masako Yamashiro)
- Christopher Naoki Lee (le samouraï de tête)
- Sab Shimono (Ichiro Yamashiro)
- Stephen Oyoung (Tokugawa Iemitsu, le Shogun)

- Arthur Darvill et Matt Letscher n'apparaissent pas dans cet épisode.
- Apparition de la famille Yamashiro, ancêtres de Tatsu Yamashiro alias Katana, apparaissant dans la saison 3 d’Arrow

### Épisode 4:L'Armée des morts
- États-Unis /  Canada : 3 novembre 2016 sur The CW / CTV Two
- France : 31 octobre 2017 sur CStar

- États-Unis : 1,75 million de téléspectateurs[22] (première diffusion)

- John Churchill (Général Ulysses S. Grant)
- Dean S. Jagger (Daniel Collins)
- Alex Barima (Abraham)
- Warren Belle (Henry Scott)
- Tintswalo Khumbuza (Mary)
- Joshua Hinkson (Contremaître de la plantation)
- Ryan McNeill Bolton (Chef des soldats de l'union)
- Aadin Church (Esclave)
- Ian Hanlin (Survivant)

- Arthur Darvill et Matt Letscher n'apparaissent pas dans cet épisode.
- Au cours de cet épisode, nous pouvons entendre à deux reprises la chanson Follow the Drinkin' Gourd

### Épisode 5:Pacte sous haute tension
- États-Unis /  Canada : 10 novembre 2016 sur The CW / CTV Two
- France : 7 novembre 2017 sur CStar

- États-Unis : 1,77 million de téléspectateurs[23] (première diffusion)

- Matt Letscher (Eobard Thawne)
- Graeme McComb (Martin Stein jeune)
- Emily Tennant (Clarissa Stein jeune)
- Lance Henriksen (Todd Rice âgé / Obsidian)
- Dimitri Vantis (Boris)
- Adrien Cote (vendeur de drogue)
- Randene Neill (reporter)
- Darren Matheson (Agent des services secrets)
- Ronda Cavanagh (Guide touristique)
- Evan Frayne (Délégué des États-Unis)
- Mikhail Gorbachev (lui-même) (archives)
- Neal McDonough (Damien Darhk)

- Arthur Darvill n'apparait pas dans cet épisode.

### Épisode 6:Le Mystère de l'Ouest
- États-Unis /  Canada : 17 novembre 2016 sur The CW / CTV Two
- France : 7 novembre 2017 sur CStar

- États-Unis : 1,85 million de téléspectateurs[24] (première diffusion)

- Johnathon Schaech (Jonah Hex)
- Jeff Fahey (Quentin Turnbull)
- Christina Brucato (Lily Stein)
- Chris Cannon (le revendeur)
- Laura Jacobs (la prostituée)
- David Lovgren (le chef des bandits)

- Arthur Darvill et Matt Letscher n'apparaissent pas dans cet épisode.

### Épisode 7:Plus fort ensemble
- États-Unis /  Canada : 1er décembre 2016 sur The CW / CTV Two
- France : 14 novembre 2017 sur CStar

- États-Unis : 3,39 millions de téléspectateurs[25] (première diffusion)

- Carlos Valdes (Cisco Ramon)
- Danielle Panabaker (Caitlin Snow)
- Stephen Amell (Oliver Queen / Green Arrow)
- David Ramsey (John Diggle / Spartan)
- Emily Bett Rickards (Felicity Smoak)
- Melissa Benoist (Kara Danvers / Supergirl)
- Grant Gustin (Barry Allen / Flash)
- Christina Brucato (Lily Stein)
- Donnelly Rhodes (Agent Smith)
- Lucia Walters (Présidente Susan Brayden)

- Quatrième et dernière partie du crossover Invasion ! réunissant les séries Supergirl (saison 2, épisode 8), Flash (saison 3, épisode 8) et Arrow (saison 5 épisode 8).
- Arthur Darvill et Matt Letscher n'apparaissent pas dans cet épisode.
- Lors d'une scène, Brandon Routh dit en regardant Supergirl : « Elle ressemble à ma cousine ». Ceci peut faire référence au fait que l'acteur ait interprété le rôle de Superman dans le film Superman Returns, Supergirl étant la cousine de Superman.

### Épisode 8:Les Incorruptibles
- États-Unis /  Canada : 8 décembre 2016 sur The CW / CTV Two
- France : 14 novembre 2017 sur CStar

- États-Unis : 2 millions de téléspectateurs[26] (première diffusion)

- Dan Rizzuto (le garde du corps de Capone)
- Neal McDonough (Damien Darhk)
- John Barrowman (Malcolm Merlyn)
- Wentworth Miller (Leonard Snart / Captain Cold)
- Isaac Keoughan (Al Capone)
- Cole Vigue (Eliot Ness)

- Arthur Darvill fait son retour après 6 épisodes d'absences.
- L'épisode, tout comme le titre français, fait plusieurs fois références au film Les Incorruptibles de Brian De Palma sorti en 1987.

### Épisode 9:Les Aventuriers de l'art perdu
- États-Unis /  Canada : 24 janvier 2017 sur The CW / CTV Two
- France : 21 novembre 2017 sur CStar

- États-Unis : 1,74 million de téléspectateurs[27] (première diffusion)

- Matt Angel (George Lucas)
- Simon Arblaster (l'acteur incarnant Rip Hunter)
- John Barrowman (Malcolm Merlyn)
- Daniel Letto (l'acteur incarnant Vandal Savage)
- Neal McDonough (Damien Darhk)
- Peter Bryant (Declan) (vision)

- À partir de cet épisode, la série change de case horaire et sera diffusée en première partie de soirée juste après Flash le mardi soir[28].
- Dans cet épisode, il est possible d'entendre un cri Wilhelm (poussé par Malcolm Merlyn) en hommage à George Lucas.
- Le titre de l'épisode est une référence au premier opus de la série Indiana Jones.
- La scène du compacteur de l'épisode est un hommage à la scène similaire de La Guerre des Étoiles.
- le moment où Amaya Jiwe dit à George Lucas "Tu es notre seul espoir" est une référence à la célèbre phrase prononcé par la Princesse Leïa dans La Guerre des Étoiles.

### Épisode 10:Échapper au temps
- États-Unis /  Canada : 31 janvier 2017 sur The CW / CTV Two
- France : 21 novembre 2017 sur CStar

- États-Unis : 1,78 million de téléspectateurs[29] (première diffusion)

- John Barrowman (Malcolm Merlyn)
- Christina Brucato (Lily Stein)
- Brad Harder (Banquier suisse)
- Neal McDonough (Damien Darhk)
- Randall Batinkoff (George Washington)

### Épisode 11:C'était l'un des nôtres
- États-Unis /  Canada : 7 février 2017 sur The CW / CTV Two
- France : 28 novembre 2017 sur CStar

- États-Unis : 1,77 million de téléspectateurs[30] (première diffusion)

- Noel Johansen (Lieutenant Général Cornwallis)
- Boyd Ferguson (Lieutenant Cadwalader)
- Randall Batinkoff (Général George Washington)

### Épisode 12:Des chevaliers de légende
- États-Unis /  Canada : 21 février 2017 sur The CW / CTV Two
- France : 28 novembre 2017 sur CStar

- États-Unis : 1,64 million de téléspectateurs[31] (première diffusion)

- Matthew MacCaull (Henry Heywood / Commandant Steel) (flashback)
- Nils Hognestad (Roi Arthur)
- Elyse Levesque (Guenièvre)
- Neil Webb (Chevalier Galahad)
- Kwesi Ameyaw (Charles McNider / Docteur Mid-Nite)
- Sarah Grey (Courtney Whitmore / Stargirl)
- Neal McDonough (Damien Darhk)

### Épisode 13:Le Monde perdu
- États-Unis /  Canada : 7 mars 2017 sur The CW / CTV Two
- France : 5 décembre 2017 sur CStar

- États-Unis : 1,54 million de téléspectateurs[32] (première diffusion)

- Sean MacLean (John Swigert)
- Amy Pemberton (Gideon)

### Épisode 14:Mission Apollo 13
- États-Unis /  Canada : 14 mars 2017 sur The CW / CTV Two
- France : 5 décembre 2017 sur CStar

- États-Unis : 1,34 million de téléspectateurs[33] (première diffusion)

- Matthew MacCaull (Henry Heywood / Commander Steel)

### Épisode 15:La Communauté de la lance
- États-Unis /  Canada : 21 mars 2017 sur The CW / CTV Two
- France : 12 décembre 2017 sur CStar[34]

- États-Unis : 1,72 million de téléspectateurs[35] (première diffusion)

- Neal McDonough (Damien Darhk)
- Wentworth Miller (Leonard Snart / Captain Cold)
- John Barrowman (Malcolm Merlyn)
- Jack Turner (J. R. R. Tolkien)

### Épisode 16:La Mémoire dans la peau
- États-Unis /  Canada : 28 mars 2017 sur The CW / CTV Two
- France : 12 décembre 2017 sur CStar[36]

- États-Unis : 1,59 million de téléspectateurs[37] (première diffusion)

- Neal McDonough (Damien Darhk)
- John Barrowman (Malcolm Merlyn)
- Wentworth Miller (Leonard Snart / Captain Cold)
- Emily Bett Rickards (Felicity Smoak / Vigilante)

- Le titre de l'épisode est une référence au film La mémoire dans la peau
- Parmi les trophées de Damien Dark, on retrouve la plupart des masques des héros de l'année : Flash, Spartan, Wild Dog, Black Canary, Vigilante.

### Épisode 17:La Fin du temps
- États-Unis /  Canada : 4 avril 2017 sur The CW[38] / CTV Two
- France : 12 décembre 2017 sur CStar[39]

- États-Unis : 1,52 million de téléspectateurs[40] (première diffusion)

- Neal McDonough (Damien Darhk)
- John Barrowman (Malcolm Merlyn)
- Wentworth Miller (Leonard Snart / Captain Cold)
- Katie Cassidy (Laurel Lance)
- Jack Turner (J. R. R. Tolkien)

- Arthur Darvill et Matt Letscher quittent le casting principal, Arthur Darvill devient récurrent pour la troisième saison tandis que Matt Letscher reviendra dans la saison 7 en tant qu'invité (épisodes 10 et 11).